# Ronnie Screwvala
Ronnie Screwvala (રોન્નીએ સ્ચ્રેવ્વાલા) né le 8 juin 1956 à Bombay, Inde est un homme d'affaires indien, fondateur et pdg d'UTV Software Communications,. Il est aussi producteur cinématographique,.

## Biographie
Le 22 juin 1990, Ronnie Screwvala fonde la société United Software Communications Pvt. Ltd.
En 1997, Ronnie Screwvala produit son premier film Dil Ke Jharoke Main avec en vedette Manisha Koirala.
Le 23 octobre 2013, Ronnie Screwvala annonce son départ de Disney UTV et son remplacement par Siddharth Roy Kapur.